# کارینا ونینگر
کارینا ونینگر (انگلیسی: Carina Wenninger؛ زادهٔ ۶ فوریهٔ ۱۹۹۱) بازیکن فوتبال اهل اتریش است.
از باشگاه‌هایی که در آن بازی کرده‌است می‌توان به باشگاه فوتبال زنان بایرن مونیخ اشاره کرد.
وی همچنین در تیم‌های ملی فوتبال زنان اتریش بازی کرده‌است.